# Liz Sheridan
Elizabeth "Liz" Sheridan, född 10 april 1929 i Rye i Westchester County, New York, död 15 april 2022 på Manhattan i New York, var en amerikansk skådespelare. Sheridan är främst känd i rollen som huvudpersonen Jerrys mor i TV-serien Seinfeld (1990–1998). Hon började sin karriär som dansös. Hon har även spelat den påfrestande "Raquel Ochmonek" i TV-serien Alf (1986–1990).